# Dacus insolitus
Dacus insolitus är en tvåvingeart som beskrevs av White och Goodger 2009. Dacus insolitus ingår i släktet Dacus och familjen borrflugor.
Artens utbredningsområde är Kenya. Inga underarter finns listade i Catalogue of Life.